# Anticorbula fluviatilis
Anticorbula fluviatilis is een tweekleppigensoort uit de familie van de Corbulidae. De wetenschappelijke naam van de soort is voor het eerst geldig gepubliceerd in 1860 door H. Adams.